# North Dakota
North Dakota er en amerikansk delstat med forkortelsen ND.
Delstatens hovedstad er Bismarck, mens Fargo er den største by på grænsen til Minnesota.
North Dakota havde den 1. juli 2007 skønsmæssigt 639.715 indbyggere. Med et areal på 183.112 km² giver det en forholdsvis lille befolkningstæthed. De oprindelige amerikanere udgøres bl.a. af mandan-folket, der længe var en stor gruppe i staten. Andre folkeslag er hidatsa-, assiniboine- og med tiden også arikara-stammen.
Delstaten gennemskæres fra øst til vest af US Highway 94, og USA's største flod – Missouri-floden – løber gennem delstaten fra vest til syd-øst og danner via en stor jordvoldsdæmning store vandreservoirer.
North Dakota blev optaget som USA's 39. delstat 2. november 1889.

## Historie
Før europæisk kontakt havde oprindelige amerikanere boet i North Dakota i tusindvis af år. Mandan-byerne Menoken,  Huff og Double Ditch er anerkendt som fortidsminder af staten. Den første europæer, der nåede området, var den fransk-canadiske handelsmand La Vérendrye, som førte en ekspedition til en mandan-landsby i 1738 med assiniboiner som guider. Handelsforholdene mellem stammerne i North Dakota gjorde, at de sjældent handlede direkte med europæerne. Stammerne havde dog så megen kontakt, at da Lewis og Clark ankom til North Dakota i 1804, var de klar over de franske og spanske krav på deres territorium.
Meget af hvad der i dag er North Dakota var en del af Louisiana-købet i 1803. Store dele af de tilkøbte arealer blev opdelt i territorierne Minnesota og Nebraska. Dakota Territory, som udgjorde det nuværende North Dakota og South Dakota såvel som dele af det nuværende Wyoming og Montana blev et territorium den 2. marts 1861. Dakota-territoriet var sparsomt befolket indtil slutningen af 1800-tallet, da jernbanerne nåede til regionen og landområder blev sat til salg. En lov, som muliggjorde delstatsstatus for North Dakota, South Dakota, Montana og Washington, blev vedtaget den 22. februar 1889 under præsident Grover Cleveland, og North Dakota blev formelt en delstat den 2. november 1889.
En række anlægsprojekter blev påbegyndt i 1950'erne, inkl. dæmningen Garrison Dam, og flyvestationerne i Minot og Grand Forks. Der var en kraftig vækst i efterforskning efter olie i 1980'erne, eftersom stigende oliepriser gjorde udnyttelsen profitabel.

## Politik
De største partier i North Dakota er det Demokratiske parti og det Republikanske parti. Partierne Constitution Party og Libertarian Party er dog også organiseret i delstaten.
På delstatsniveau har guvernørposten været besat med en republikaner siden 1992 og et flertal af pladserne i del lokale parlament og politisk udpegede poster har været udgjort af republikanere. Den nuværende guvernør er Doug Burgum, hvis første periode begyndte den 15. december 2016.
Præsidentkandidaten fra det Republikanske Parti vinder typisk delstaten – i 2004 vandt George W. Bush med 62.9% af stemmerne. Af alle Demokratiske præsidentkandidater siden 1892 har kun Grover Cleveland, Woodrow Wilson, Franklin D. Roosevelt og Lyndon B. Johnson vundet valgmænd fra North Dakota.
På føderalt niveau har Montana et medlem af Repræsentanternes Hus og to senatorer. Den føderale delegation består udelukkende af Republikanere.

## Geografi
North Dakota anses for at være en del af det øvre Midtvesten og Great Plains. Red River udgør grænsen til Minnesota mod øst, South Dakota ligger mod syd. Montana er mod vest, og de canadiske provinser Saskatchewan og Manitoba ligger mod nord. Med et areal på 183.112  er North Dakota den 19. største delstat i USA.
Den vestlige del af staten består af de bakkede Great Plains, og den nordlige del af Badlands vest for Missouri-floden. Delstatens højeste punkt, White Butte (1.069 m) og Theodore Roosevelt National Park  ligger i Badlands. I nationalparken leder bl.a. vildhesten nokotahest. Regionen har store forekomster af fossile brændstoffer som olie og brunkul. Missouri-floden danner Lake Sakakawea, den tredjestørste menneskeskabte sø i USA, bag dæmningen Garrison Dam.
Delstatens centrale område er dækket af søer, sumpe og bakker. Bjergene Turtle Mountains ligger langs grænsen til Manitoba. Nordamerikas geografiske centrum ligger her, nær byen Rugby.
Den østlige del af staten udgøres af den flade dal, Red River Valley, som udgør bunden af den forhistoriske gletsjersø Lake Agassiz. De frugtbare jorder, som drænes af Red River, der løber ud i Lake Winnipeg, giver grundlaget for en stor landbrugsindustri. Devil's Lake, den største naturlige sø i staten, ligger også i den østlige del.

### Klima
North Dakota har temperaturekstremer, karakteristisk for sit fastlandsklima, med kolde vintre og varme somre. De laveste og højeste temperaturer, som er målt er henholdsvis -51,1 °C og 49 °C. Meteorologiske fænomener omfatter regn, sne, hagl, snestorme, polarfronter, tornadoer, torden og faldvinde. Afhængigt af beliggenheden varierer den årlige nedbørsmængde fra 36,5 cm til 55,9 cm.
Forårsoversvømmelser er et relativt almindeligt fænomen i Red River Valley, hvor floden flyder nordover ind i Canada. Forårstø begynder tidligere i den sydlige del af dalen end i den nordlige. Den mest ødelæggende oversvømmelse i North Dakota fandt sted i 1997 og medførte større ødelæggelser i Grand Forks.

### Større byer
Bismarck, som ligger i den sydlige centrale del af North Dakota ved Missouri-floden, har været North Dakotas hovedstad siden 1883, først som hovedstad for Dakota Territory, siden som delstatshovedstad fra og med 1889.
North Dakotas største by er Fargo. Delstaten har fire byer med mere end 30.000 indbyggere i 2005: Fargo, Bismarck, Grand Forks og Minot. Mens North Dakotas befolkningstal har oplevet en gradvis nedgang, er byområderne vokset.

## Økonomi
Landbrug er den største erhvervssektor i North Dakota selv om også oliefremstilling og forarbejdning af fødevarer er større industrier. North Dakotas bruttodelstatsprodukt udgjorde 24 mia. USD i 2005. og den gennemsnitlige indkomst i 2006 var 33.034 USD, den 29. største blandt USA's delstater.

### Industri og handel
North Dakotas tidligste industrier var pelshandel og landbrug. Selv om kun 10% af befolkningen er beskæftiget i landbruget udgør landbruget fortsat en væsentlig del af delstatens økonomi – North Dakota er den 24. største landbrugsdelstat i USA.  Delstaten er den største producent i USA af byg, solsikkefrø, hvede til forarbejdning og avlede kalkuner.

### Energi
Kulkraft producerer 93% af North Dakotas elektricitet. Olie blev fundet nær Tioga i 1951, og i 1984 blev der produceret 53 mio. tønder olie her om året. Det vestlige North Dakota oplever i øjeblikket et olieboom, og oliereserverne anslås at kunne udgøre op til 400 mia. tønder olie, 25 gange så meget som reserverne i Arctic National Wildlife Refuge i Alaska.

## Demografi

### Befolkning
Fra et indbyggertal på færre end 3.000 i 1870 voksede befolkningen til næsten 680.000 i 1930. Væksten faldt herefter og befolkningstallet har kun bevæget sig en smule indtil i dag med et indbyggertal på 619.636 i 1950 og 642.200 i 2000. Befolkningstallet blev pr. 1. juli 2006 anslået til at være 635.867 af U.S. Census Bureau. Alders- og kønsfordelingen er tilnærmelsesvis den samme som gennemsnittet for USA, men andelen af befolkningen, der udgøres af minoriteter er stadig markant lavere end for USA som helhed.

#### Fraflytning
Siden 1990'erne har North Dakota haft en næsten konstant nedgang i befolkningtallet, især blandt yngre folk med universitetsuddannelser. En af de væsentligste årsager til fraflytningen fra North Dakota er mangelen på arbejdspladser til højtuddannede. Det er derfor foreslået, at økonomiske udviklingsprogrammer sættes i værk for at skabe højteknologiske arbejdspladser.

### Ophavsgrupper
De fleste indbyggere i North Dakota nedstammer fra nordeuropæere. De fem største ophavsgrupper er: Tysk-amerikanere (43.9%), norsk-amerikanere (30.1%), irsk-amerikanere (7.7%), oprindelige amerikanere (5%) og svensk-amerikanere (5%).

### Religion
North Dakota har den laveste procentandel af ikke-religiøse personer og har også de fleste kirker per indbygger blandt alle USA's delstater.
En undersøgelse fra 2001 viste, at 35% af North Dakotas befolkning var lutheranere og 30% katolikker. Andre religiøse grupper var metodister (7%), baptister (6%), Pinsekirken (3%) og Jehovas Vidner (1%). Andre kristne udgjorde 3%, så den kristne befolkning udgjorde i alt 86%. Ikke-kristne religioner så som jødedom, islam, buddhisme og hinduisme repræsenterede sammen i alt 4% af befolkningen. Tre procent svarede, at de ikke havde nogen religion, og 6% ønskede ikke at svare.

## Ekstern henvisning
- Delstaten North Dakotas officielle hjemmeside (engelsk)

47°30′N 100°30′V / 47.5°N 100.5°V